# Glory Days (álbum de Little Mix)
Glory Days —en español: Días de gloria—  es el cuarto álbum de estudio del grupo británico Little Mix . Fue lanzado el 18 de noviembre de 2016, por Syco Music y Columbia Records. El álbum fue liderado por el sencillo número uno en Reino Unido "Shout Out To My Ex". En noviembre de 2018 se confirmó que el álbum vendió 1 010 000 millones en Reino Unido.

## Promoción y lanzamiento

### Sencillos
- «Shout Out To My Ex»: Fue lanzado el 16 de octubre de 2016, y es el primer sencillo del álbum.[3] Fue presentada por primera vez en "The X Factor UK". La canción debutó en el número 1 en los UK Singles Chart y se mantuvo en el número uno durante tres semanas consecutivas. El video musical fue dirigido por Sarah Chatfield y estrenado el 20 de octubre de 2016 en el canal de vevo de Little Mix.
- «Touch»: El día 4 de diciembre el grupo anunció que "Touch" sería el segundo sencillo del álbum, alcanzó el número 4 en los UK Singles Chart. El video musical fue publicado el 19 de enero de 2017 en el canal de Vevo de la banda, está dirigido por Director X. Un remix para las radios estadounidenses fue publicado el 28 de febrero de 2017 en colaboración con el rapero Kid Ink.[4]
- «No More Sad Songs»: Es el tercer sencillo oficial de la girlband publicado el 3 de marzo de 2017, y que contó con la colaboración del cantante «Machine Gun Kelly». Las chicas hicieron pública esta información el 28 de febrero de 2017 por medio de un vídeo que se publicó en las redes sociales oficiales del grupo, el vídeo oficial fue lanzado el 29 de marzo de 2017, alcanzando 11M de visitas en sólo 5 días.
- «Power» : Es el cuarto sencillo oficial de la banda, el 3 de abril se dio a conocer que el próximo sencillo oficial sería Power, tras la filtración de un video en el set de grabación del video musical de este en los Warner Bros Studios en Los Ángeles. El vídeo dirigido por Hannah Lux Davis contará con la participación de Drag Queens y de las respectivas madres de las chicas.
- «Reggaetón Lento (Remix)» : fue lanzada como sencillo oficial de la banda, junto a la colaboración de CNCO, incluido en la reedición del cuarto álbum de estudio de Little Mix, Glory Days: The Platinum Edition (2017) y lanzada como el segundo sencillo del álbum de estudio homónimo CNCO (2018).

### Sencillos promocionales
- «You Gotta Not»: Fue lanzada como el primer sencillo promocional el 27 de octubre de 2016[5] y debutó en el número sesenta y uno  en los UK Singles Chart.[6]
- «F.U.»: Fue lanzada como el segundo sencillo promocional del álbum el 4 de noviembre.
- «Nothing Else Matters»: Fue lanzada como cuarto sencillo promocional de «Glory Days» el 11 de noviembre de 2016[7]

En los últimos tres días antes del lanzamiento del álbum, fueron lanzados dos sencillos promocionales más: 
- «Nobody Like You»: lanzada el 16 de noviembre de 2016.[8]
- «Down & Dirty»: Último sencillo promocional del álbum y fue lanzado el 17 de noviembre de 2016.[9]

### Gira
La gira The Glory Days Tour, consta de 67 fechas; 6 en Oceanía, 49 en Reino Unido y las 12 restantes en países de Europa.

## Recepción de la crítica
The Guardian llamó al álbum "la gráfica de la perfección del pop." En otra crítica positiva, Digital Spy escribió que "Little Mix ha montado su álbum más personal, sin sacrificar grandes manos, una sensibilidad popular pop y mucha actitud descarada". El artículo continuó diciendo que "Glory Days escucha a cuatro jóvenes que se unen en un vínculo muy real, haciendo su mensaje aún más creíble". The Evening Standard elogió a Little Mix por sobrevivir con su cuarto álbum de estudio, escribiendo "Glory Days en su mayoría palos a su fórmula ganadora ", y añadiendo que" el cuarteto ha tallado un nicho pop para sí mismas." Digital Spy consideró a «Glory Days» el 12.º mejor álbum del año.

## Rendimiento comercial
Se organizaron campañas de promoción para los fanes de la banda en el Reino Unido, Irlanda, Australia, Estados Unidos, Francia, Países Bajos, España, Chile, Brasil, Perú, Colombia, Argentina, Bélgica, Alemania, Noruega, Finlandia, Japón, Indonesia y Singapur, llamadas Glory Days Road Trip. «Glory Days» se convirtió en el primer álbum del grupo en alcanzar el número uno en las listas británicas, y con más de 90 000 copias vendidas en su primera semana en el Reino Unido lo convirtieron en el álbum más vendido desde Blackstar de David Bowie, lanzado más de 10 meses antes. Este récord fue roto más tarde por los Rolling Stones dos semanas después del lanzamiento del álbum. En el enero de 2017, «Glory Days» igualo a "Survivor" de las Destiny's Child (2001) como el álbum número uno por más semanas por un grupo femenino en el Reino Unido. Más tarde ese mismo mes, el álbum se convirtió en el álbum número uno con más semanas en la cima, desde las Spice Girls cuando lograron la hazaña con Spice (1996) veinte años antes. El álbum alcanzó el número uno en Irlanda, y debutó en el número dos en Australia, y en el top 10 en los Países Bajos, Nueva Zelanda y España.

## Lista de canciones
| Glory Days – Versión estándar |                             | |                                             |          |  |
| N.º                           | Título                      | Escritor(es) | Productor(es)                               | Duración |  |
| 1.                            | «Shout Out To My Ex»        | Edvard Førre Erfjord Henrik Michelsen Camille Purcell Iain James Perrie Edwards Jesy Nelson Leigh-Anne Pinnock Jade Thirlwall | Electric Maegan Cottone                     | 4:06     |  |
| 2.                            | «Touch»                     | Hanni Ibrahim Patrick Patrikios A.S. Govere Phil Plested                                                                      | MNEK Cottone                                | 3:33     |  |
| 3.                            | «F.U.»                      | Samuel Gerongco Robert Gerongco Cottone Jean-Baptiste Michael McHenry Alessia Rita Iorio                                      | Kuya Cottone                                | 3:58     |  |
| 4.                            | «Oops» (con Charlie Puth)   | Charlie Puth Michael Caren Jacob Luttrell                                                                                     | Puth Cottone                                | 3:24     |  |
| 5.                            | «You Gotta Not»             | Johan Carlsson Alexander Kronlund Ross Golan Meghan Trainor                                                                   | Carlsson Noah Passovoy                      | 3:11     |  |
| 6.                            | «Down & Dirty» (con Eminem) | Edwards Nelson Marshall Mathers Pinnock Thirlwall Cottone Fridolin Walcher Sam Romans                                         | Freedo Cottone                              | 2:55     |  |
| 7.                            | «Power»                     | Dan Omelio Purcell James Abrahart                                                                                             | Robopop Matt Rad Steve James Cottone        | 4:07     |  |
| 8.                            | «Your Love»                 | Purcell Jeremy Coleman Abrahart                                                                                               | JMIKE Cottone                               | 3:27     |  |
| 9.                            | «Nobody Like You»           | Leigh Anne Pinnock Steve Robson Emily Warren                                                                                  | Robson Tommy Baxter Adam Midgley Joe Kearns | 4:08     |  |
| 10.                           | «No More Sad Songs»         | Warren Erfjord Michelsen Tash Phillips                                                                                        | Electric Kearns                             | 3:26     |  |
| 11.                           | «Private Show»              | Edwards Nelson Pinnock Thirlwall Walcher Romans Cottone                                                                       | Freedo Kearns                               | 2:41     |  |
| 12.                           | «Nothing Else Matters»      | Mich Hansen | Wallevik Davidsen Cutfather Freedo Kearns   | 3:55     |  |
| 42:51                         |                             | |                                             |          |  |

| Glory Days – Edición de lujo |                    |                                              |                           |          |  |
| N.º                          | Título             | Escritor(es)                                 | Productor(es)             | Duración |  |
| 13.                          | «Beep Beep»        | Purcell Erfjord Michelsen Iain James         | Electric Kearns           | 3:52     |  |
| 14.                          | «Freak»            | Dan Bartlett Nelson Jake Roche Nick Atkinson | Bartlett Atkinson Cottone | 3:36     |  |
| 15.                          | «Touch» (acoustic) | Ibrahim Patrikios Govere Plested             | Cottone                   | 3:36     |  |
| 54:02                        |                    |                                              |                           |          |  |

| Glory Days – Edición japonesa |                           |              |               |          |  |
| N.º                           | Título                    | Escritor(es) | Productor(es) | Duración |  |
| 16.                           | «Grown» (Live)            |              |               | 4:01     |  |
| 17.                           | «Wings» (Live)            |              |               | 5:22     |  |
| 18.                           | «Secret Love Song» (Live) |              |               | 4:30     |  |
| 19.                           | «Black Magic» (Live)      |              |               | 4:10     |  |
| 72:05                         |                           |              |               |          |  |

| Glory Days – Edición de lujo en DVD: The Get Weird Tour en vivo desde el Wembley Arena |                          |          |  |
| N.º                                                                                    | Título                   | Duración |  |
| 1.                                                                                     | «Grown»                  | 3:59     |  |
| 2.                                                                                     | «Hair»                   | 5:47     |  |
| 3.                                                                                     | «Wings»                  | 7:57     |  |
| 4.                                                                                     | «Lightning»              | 5:51     |  |
| 5.                                                                                     | «DNA»                    | 6:13     |  |
| 6.                                                                                     | «Secret Love Song Pt.ll» | 4:30     |  |
| 7.                                                                                     | «OMG»                    | 5:36     |  |
| 8.                                                                                     | «Salute»                 | 7:31     |  |
| 9.                                                                                     | «Little Me»              | 4:05     |  |
| 10.                                                                                    | «Move»                   | 5:30     |  |
| 11.                                                                                    | «How Ya Doin'?»          | 4:12     |  |
| 12.                                                                                    | «Love Me Like You»       | 4:55     |  |
| 13.                                                                                    | «Weird People»           | 4:25     |  |
| 14.                                                                                    | «The Beginning»          | 3:25     |  |
| 15.                                                                                    | «Black Magic»            | 3:53     |  |
| 77:49                                                                                  |                          |          |  |

| Glory Days - The Platinum Edition [DVD] |                                      | |                                                                   |          |  |
| N.º                                     | Título                               | Escritor(es)                                                                                         | Productor(es)                                                     | Duración |  |
| 1.                                      | «Reggaetón Lento (Remix)» (con CNCO) | Luis Ángel O'Neill Eric Perez Jadan Andino Jorge Class Jean Rodríguez Richard Camacho Camila Purcell | Mat Rad Jorge Class Eric Perez Luis Ángel O'Neill Clara Taroncher | 3:08     |  |
| 2.                                      | «If I Get My Way»                    | Ben Kohn Tom Barnes Pete Kelleher Sam Romans Rachel Keens                                            | TMS Kearns                                                        | 3:41     |  |
| 3.                                      | «Is Your Love Enough?»               | Henrik Michelsen Edvard Førre Erfjord Sam Romans Fred Gibson Eyelar Mirzazedeh                       | Electric Max Anstruther Kearns Gibson                             | 3:45     |  |
| 4.                                      | «Dear Lover»                         | Ali Tamposini Matthew Burns Chloe Angelides Andrew Wotman                                            | Burns Kearns                                                      | 3:21     |  |
| 56:49                                   |                                      | |                                                                   |          |  |

## Posicionamiento en listas y certificaciones

### Semanales
| País              | Lista                    | Mejor posición |
| ----------------- | ------------------------ | -------------- |
| Alemania          | Media Control Charts     | 89             |
| Australia         | Australian Albums Chart  | 14             |
| Austria           | Austrian Albums Chart    | 56             |
| Bélgica (Flandes) | Belgian Albums Chart     | 75             |
| Bélgica (Valonia) | Belgian Albums Chart     | 76             |
| Canadá            | Canadian Albums Chart    | 21             |
| Dinamarca         | Danish Albums Chart      | 37             |
| Escocia           | Scottish Albums Chart    | 1              |
| España            | PROMUSICAE               | 9              |
| Estados Unidos    | Billboard 200            | 25             |
| Finlandia         | Suomen virallinen lista  | 26             |
| Francia           | French Albums Chart      | 53             |
| Irlanda           | Irish Albums Chart       | 1              |
| Italia            | Italian Albums Chart     | 13             |
| Japón             | Oricon                   | 41             |
| Japón             | Oricon internacional     | 10             |
| Noruega           | Norwegian Albums Chart   | 13             |
| Nueva Zelanda     | New Zealand Albums Chart | 9              |
| Países Bajos      | Dutch Albums Chart       | 9              |
| Portugal          | Portuguese Albums Chart  | 26             |
| Reino Unido       | UK Albums Chart          | 1              |
| Suecia            | Swedish Albums Chart     | 23             |
| Taiwán            | Taiwanese Albums Chart   | 6              |

### Anuales
| País        | Lista (2016)            | Posición |
| ----------- | ----------------------- | -------- |
| Australia   | Australian Albums Chart | 1        |
| Bélgica     | Belgian Albums Chart    | 1        |
| Reino Unido | UK Albums Chart         | 1        |

### Certificaciones
| País        | Organismo certificador | Certificación | Ventas certificadas | Ref.   |
| ----------- | ---------------------- | ------------- | ------------------- | ------ |
| Australia   | ARIA                   | Oro           | 35 000              | [ 55 ] |
| Brasil      | PMB                    | Platino       | 40 000              | [ 56 ] |
| Canadá      | Music Canada           | Oro           | 40 000              | [ 57 ] |
| Dinamarca   | IFPI Dinamarca         | Oro           | 10 000              | [ 58 ] |
| Irlanda     | IRMA                   | 2x Platino    | 30 000              | [ 59 ] |
| México      | AMPROFON               | Oro           | 30,000              | [ 60 ] |
| Noruega     | IFPI                   | Oro           | 10 000              | [ 61 ] |
| Reino Unido | BPI                    | 3× Platino    | 1 010 000           | [ 62 ] |
| Suiza       | IFPI                   | Oro           | 10 000              | [ 63 ] |